# Condémbaro
Condémbaro är en ort i Mexiko.   Den ligger i kommunen Pátzcuaro och delstaten Michoacán de Ocampo, i den södra delen av landet, 240 km väster om huvudstaden Mexico City. Condémbaro ligger 2 812 meter över havet och antalet invånare är 296.
Terrängen runt Condémbaro är lite bergig. Runt Condémbaro är det ganska tätbefolkat, med 52 invånare per kvadratkilometer. Närmaste större samhälle är Pátzcuaro, 17,8 km väster om Condémbaro. I omgivningarna runt Condémbaro växer huvudsakligen savannskog.